# Wladimer Czaczibaia
Wladimer Czaczibaia (gruz. ვლადიმერ ჩაჩიბაია; ur. 4 listopada 1971 w Tbilisi) – gruziński wojskowy w stopniu generała broni.

## Życiorys

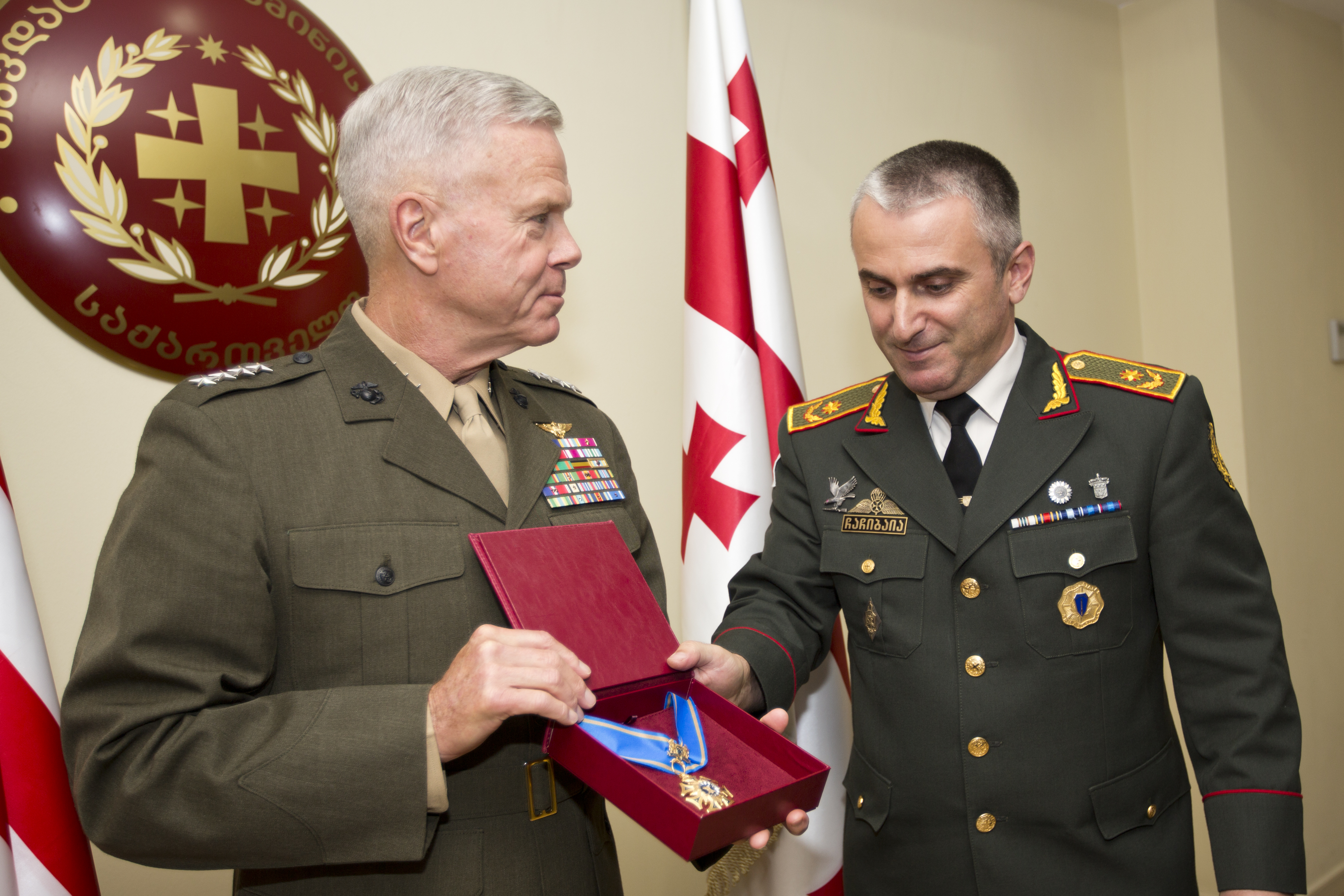

Karierę wojskową zaczynał na przełomie lat 80. i 90. Ukończył studia w Wojskowej Akademii w Tbilisi w 1994 roku. Szkolił się także w Kolegium Wojny Sił Zbrojnych USA w latach 2007-2008.
Był dowódcą armii obrony Gruzji podczas wojny domowej w Gruzji. Dowodził także kontyngentem Gruzińskim w Iraku w 2004 roku.
Od 4 listopada 2008 do 5 marca 2009 zajmował stanowisko szefa Połączonych Sztabów Sił Zbrojnych Gruzji. W 2016 roku został mianowany naczelnym dowódcą armii gruzińskiej. Obecnie pełni funkcję wiceministra obrony narodowej.